# Akysis recavus
Akysis recavus är en fiskart som beskrevs av Ng och Kottelat, 1998. Akysis recavus ingår i släktet Akysis och familjen Akysidae. IUCN kategoriserar arten globalt som otillräckligt studerad. Inga underarter finns listade i Catalogue of Life.